# Fusato
Fusato è un termine utilizzato in araldica per indicare un campo, o pezza, coperto di fusi, accollati ed appuntati; di norma in palo; possono essere in fascia, in banda, in sbarra.
Se i fusi sono pochi è opportuno blasonarne il numero.

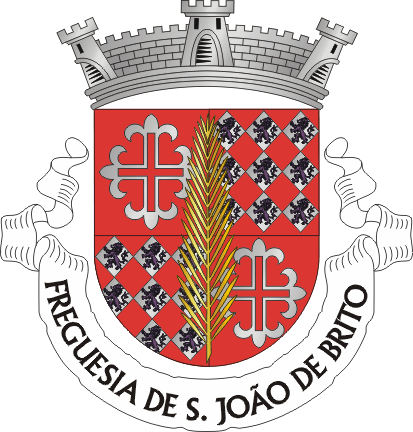
Nel 2º e nel 3º fusato di rosso e d'argento (São João de Brito, Portogallo)
Fusato d'argento e d'azzurro; al capo d'oro, caricato di una stella (8) di rosso (Berkel en Rodenrijs, Paesi Bassi)
Fusato in banda (Circondario di Bad Tölz-Wolfratshausen, Germania)
Fusato in banda d'argento e d'azzurro (Baviera, Germania)
Fusato d'argento e di rosso (Stemma del Principato di Monaco)
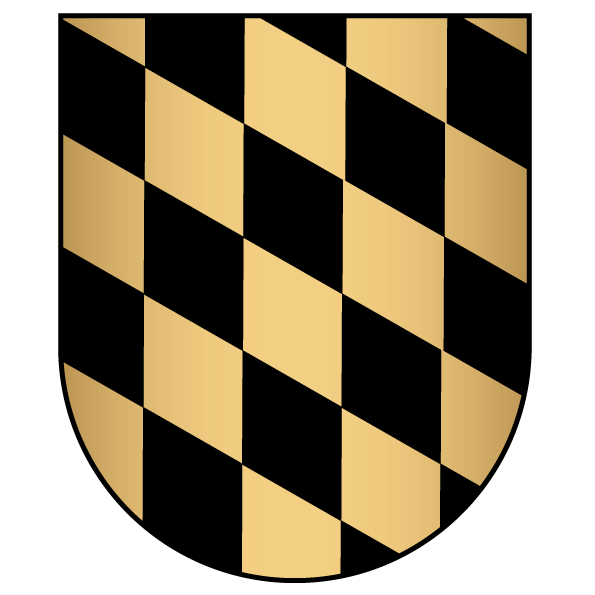
Fusato in banda d'oro e di nero
D'azzurro, al palo fusato d'oro e di verde (Padern, Francia)
D'oro, alla banda fusata d'argento e di nero (Puechredon, Francia)
D'azzurro, alla fascia fusata d'argento e di rosso (Leucate, Francia)